# 肖纪美
肖纪美（1920年12月7日—2014年4月23日），湖南凤凰人，中国材料科学家。

## 生平
生于凤凰县得胜营（今吉信镇），早年在文昌阁小学就读。1933年，考入长沙明德中学。1938年9月，以第一名的成绩考入江苏省立银行专科学校（后改为国立商学院），学习会计。1939年2月，转入国立八中高中部。1939年9月，以第二名的成绩考入交通大学唐山工学院（今西南交通大学）矿冶系，1943年7月毕业。1945年3月，任重庆国民政府兵工署二十八厂冶炼技术员。1946年6月，通过高等文官考试，考为建设人员。1947年3月，分配到南京国民政府经济部中央标准局任技士。1948年2月赴美留学，入美国密苏里大学矿治学院。1949年1月，获治金学硕士学位。1950年8月，获冶金学博士学位。此后在美国的一些公司从事研究。1951年，接到天津北洋大学聘书，准备回国，但因美国政府阻挠未能成行，又留美6年。1957年7月30日，冲破各种阻力后终得回国。之后，到北京钢铁学院（现北京科技大学）任教。1980年当选为中国科学院学部委员（院士）。1985年4月，加入中国共产党。自1979年起，历任中国科学技术协会第四届全国委员；中国腐蚀与防护学会第一、第二届副理事长，第三届理事长；中国金属学会理事、荣誉会员，材料学会理事长；中国稀土学会常务理事等职。2014年抢救无效在北京逝世。